# Sileshi Sihine
Sileshi Sihine, etiopski atlet, * 29. januar 1983.
Sodeloval je na atletskem delu poletnih olimpijskih iger leta 2004.